# باول أ. فروند
باول أ. فروند (بالإنجليزية: Paul A. Freund)‏ هو محامي أمريكي، ولد في 16 فبراير 1908 في سانت لويس في الولايات المتحدة، وتوفي في 5 فبراير 1992 في كامبريدج في المملكة المتحدة بسبب سرطان.